# Cohors I Helvetiorum

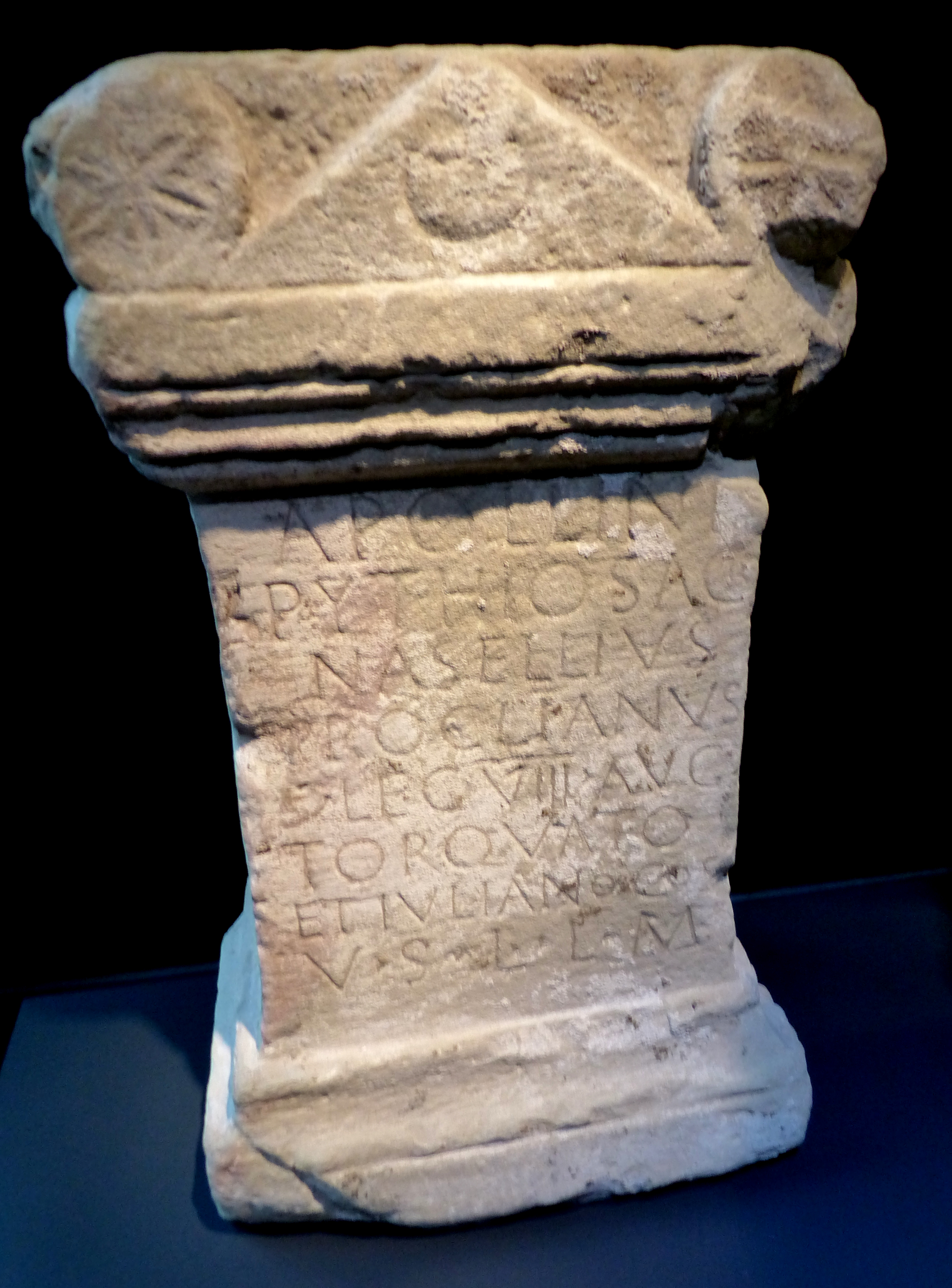
Der Altar des Publius Nasellius Proclianus mit der Inschrift

Die Cohors I Helvetiorum (deutsch 1. Kohorte der Helvetier) war eine römische Auxiliareinheit. Sie ist durch Inschriften und Ziegelstempel belegt.

## Namensbestandteile
- Cohors: Die Kohorte war eine Infanterieeinheit der Auxiliartruppen in der römischen Armee.

- I: Die römische Zahl steht für die Ordnungszahl die erste (lateinisch prima). Daher wird der Name dieser Militäreinheit als Cohors prima .. ausgesprochen.

- Helvetiorum: der Helvetier. Die Soldaten der Kohorte wurden bei Aufstellung der Einheit aus dem Volk der Helvetier auf dem Gebiet der römischen Provinz Raetia rekrutiert.

Da es keine Hinweise auf die Namenszusätze milliaria (1000 Mann) und equitata (teilberitten) gibt, ist davon auszugehen, dass es sich um eine Cohors quingenaria peditata, eine reine Infanterie-Kohorte, handelt. Die Sollstärke der Einheit lag bei 480 Mann, bestehend aus 6 Centurien mit jeweils 80 Mann.

## Geschichte
Die Kohorte war in der Provinz Germania superior stationiert. Sie ist in Inschriften für die Jahre 148 bis 175/177 n. Chr. aufgeführt.
Die Einheit war vermutlich zunächst im Kastell Heilbronn-Böckingen stationiert, wo sie durch eine Inschrift belegt ist, die auf 148 datiert wird; möglicherweise war die Kohorte erst kurz zuvor aufgestellt worden. An diesem Standort wurde ihr der Numerus Brittonum Murrensium zugeteilt.
Um 159/161 wurde die Kohorte im Zuge einer Verschiebung des Limes nach Osten in eines der Kastelle von Öhringen verlegt. Der Numerus Brittonum Murrensium wird seiner Kohorte vermutlich dorthin gefolgt sein. In Öhringen ist die Einheit dann letztmals durch zwei Inschriften belegt, die auf 175/177 datiert sind. An diesem Standort war ihr dann der Numerus Brittonum Aurelianensium zugeteilt, der zusammen mit der Kohorte in den Inschriften aufgeführt ist.

## Standorte
Da Stempel der Kohorte sowohl im Kastell Öhringen-West als auch im Kastell Öhringen-Ost ans Licht kamen, ist ihr direkter Garnisonort an den Rändern des Vicus Aurelianus (Öhringen) unbekannt. Bekannte mögliche Standorte der Kohorte in Germania superior waren:
| - Kastell Heilbronn-Böckingen: zwei Inschriften wurden hier gefunden. - Kastell Öhringen-West: zwei Inschriften sowie Ziegel mit dem Stempel der Einheit wurden hier gefunden. - Kastell Öhringen-Ost: Erste Ziegel mit dem Stempel der Einheit wurden hier bereits 1769 gefunden; weitere kamen bei Grabungen der Reichs-Limeskommission und in den 1950er Jahren ans Licht. |

## Angehörige der Kohorte
Folgende Angehörige der Kohorte sind bekannt.
| - Gaius Sanctinius Aeternus, vermutlich ein Präfekt - Gaius Valerius Titus, ein Centurio einer (unbekannten) Legion | - Publius Nasellius Proclianus, ein Centurio der Legio VIII Augusta und Praepositus - Valerius Citus, ein Centurio der Legio VIII Augusta |